# Tournaisis
Le Tournaisis est une région naturelle de Belgique et un pays traditionnel de France, située en Wallonie picarde, à septante kilomètres au sud de Bruxelles, dans la province de Hainaut et dans le département du Nord autour de Saint-Amand-les-Eaux,. La région tire son nom de la ville de Tournai.
Au-delà de ses caractéristiques géographiques et géologiques, le Tournaisis est marqué par une architecture typique forte et riche, comme celle de la pierre de taille et des pignons à épis dits aussi pignons à couteau picard, celle des pignons à gradins. Le Tournaisis est culturellement attribué à la Picardie,, et fait historiquement partie de la Flandre Romane jusqu'en 1795.

## Géographie

### Localisation
Le Tournaisis est situé en Wallonie picarde, ainsi que dans une petite partie du département du Nord. Le territoire est bordé par la Pévèle à l'ouest, l'Ostrevent au sud-est, le Hainaut au nord-est et le Courtraisis au nord.
Le Tournaisis français couvre la plaine alluviale de la Scarpe inférieure, affluent de l'Escaut, jusqu'à leur point de confluence, à Mortagne-du-Nord. Il comprend, outre Mortagne-du-Nord et Saint-Amand-les-Eaux, sa ville principale, Lecelles, Maulde, Nivelle et Thun-Saint-Amand.

### Paysages

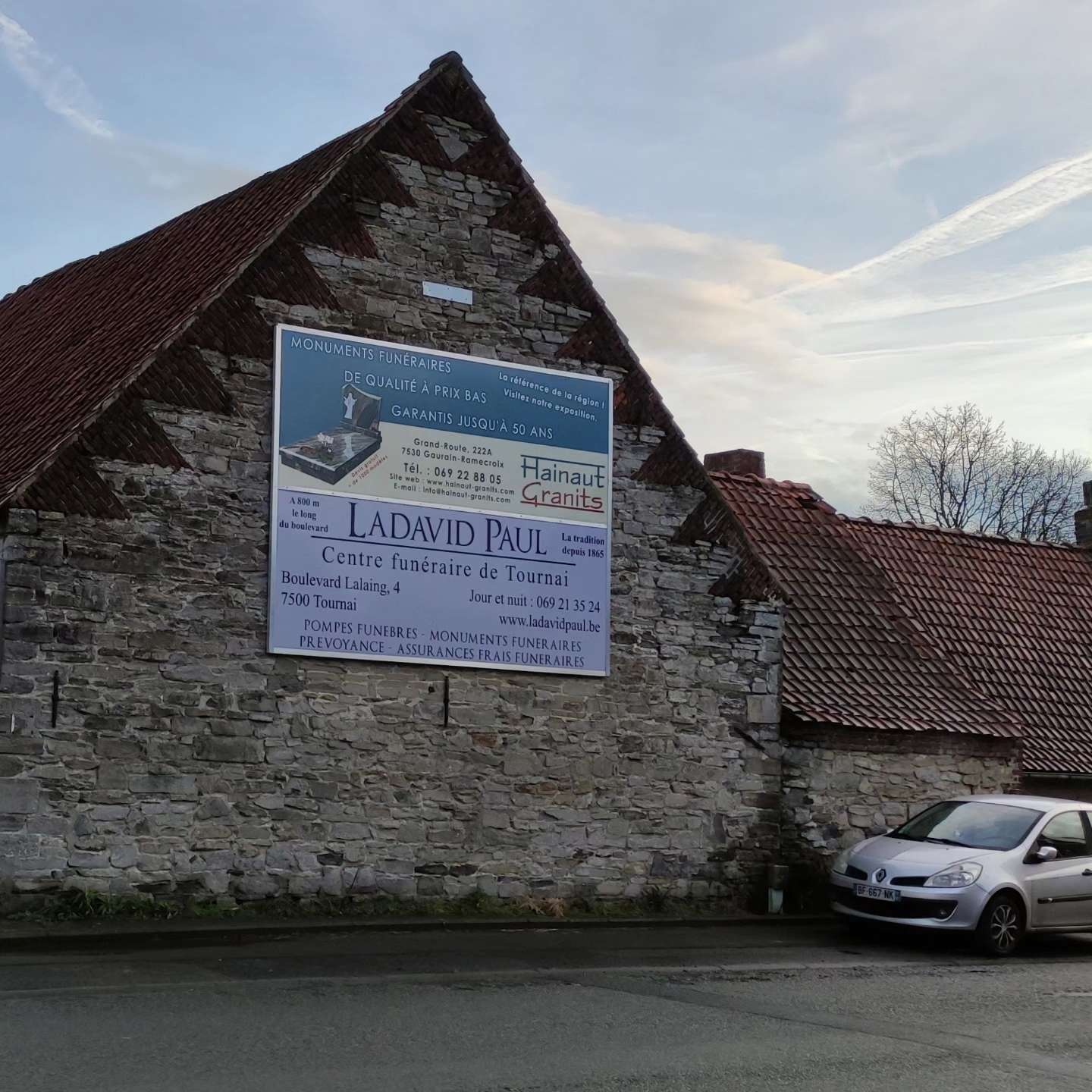
Pignon picard, Faubourg-Saint-Martin, Tournai.
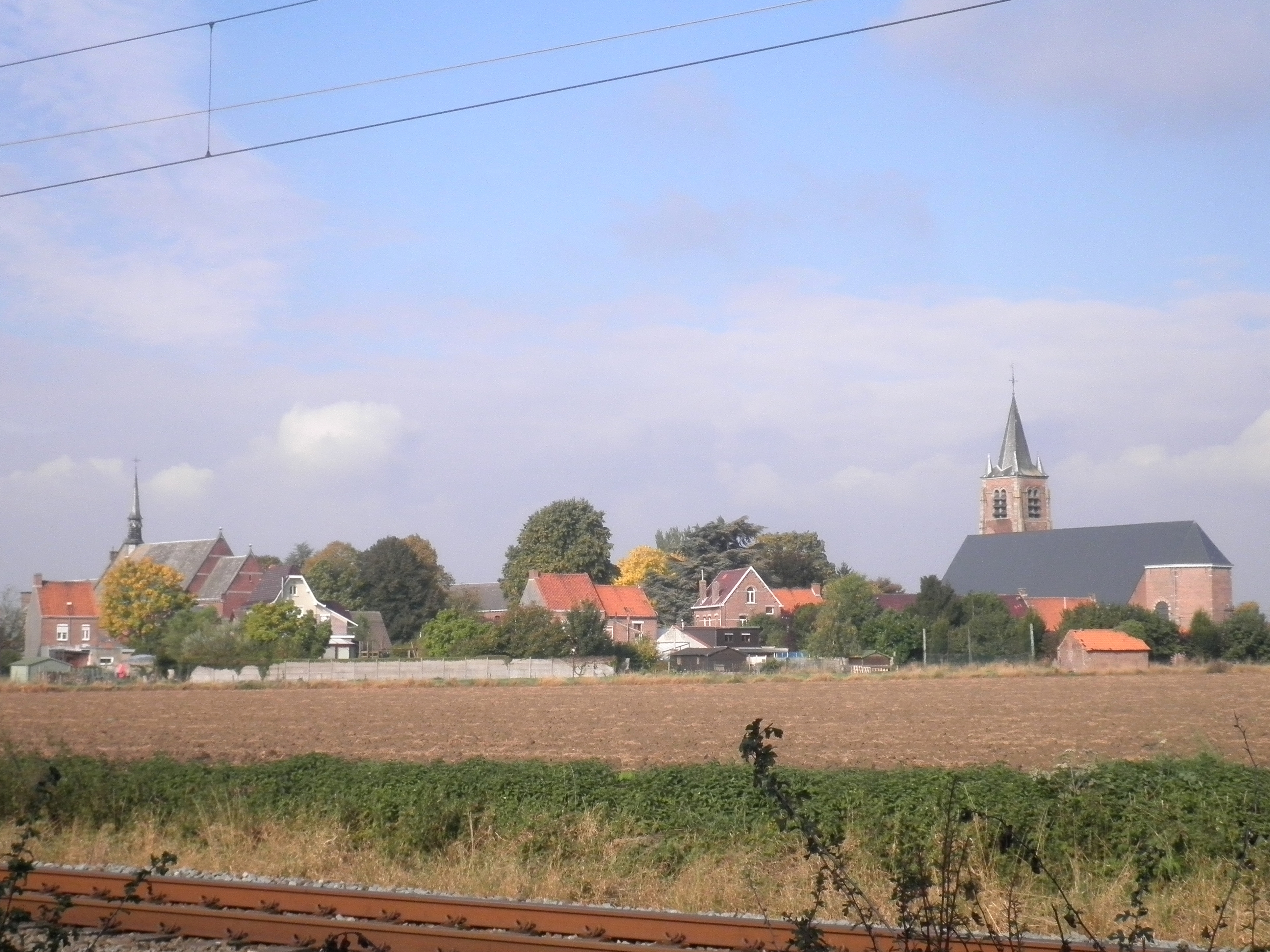
Blandain, vue sur la campagne.
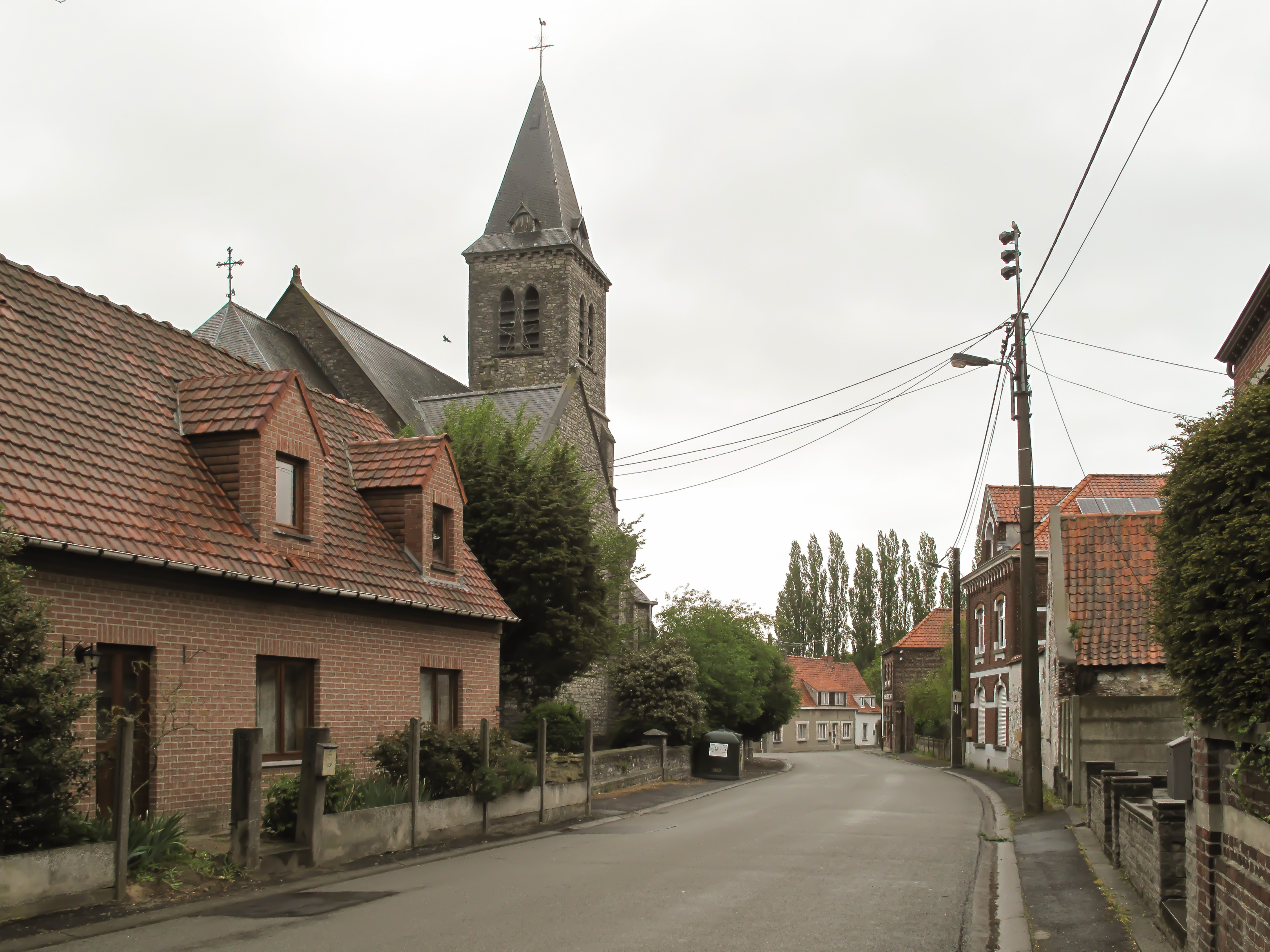
Marquain.
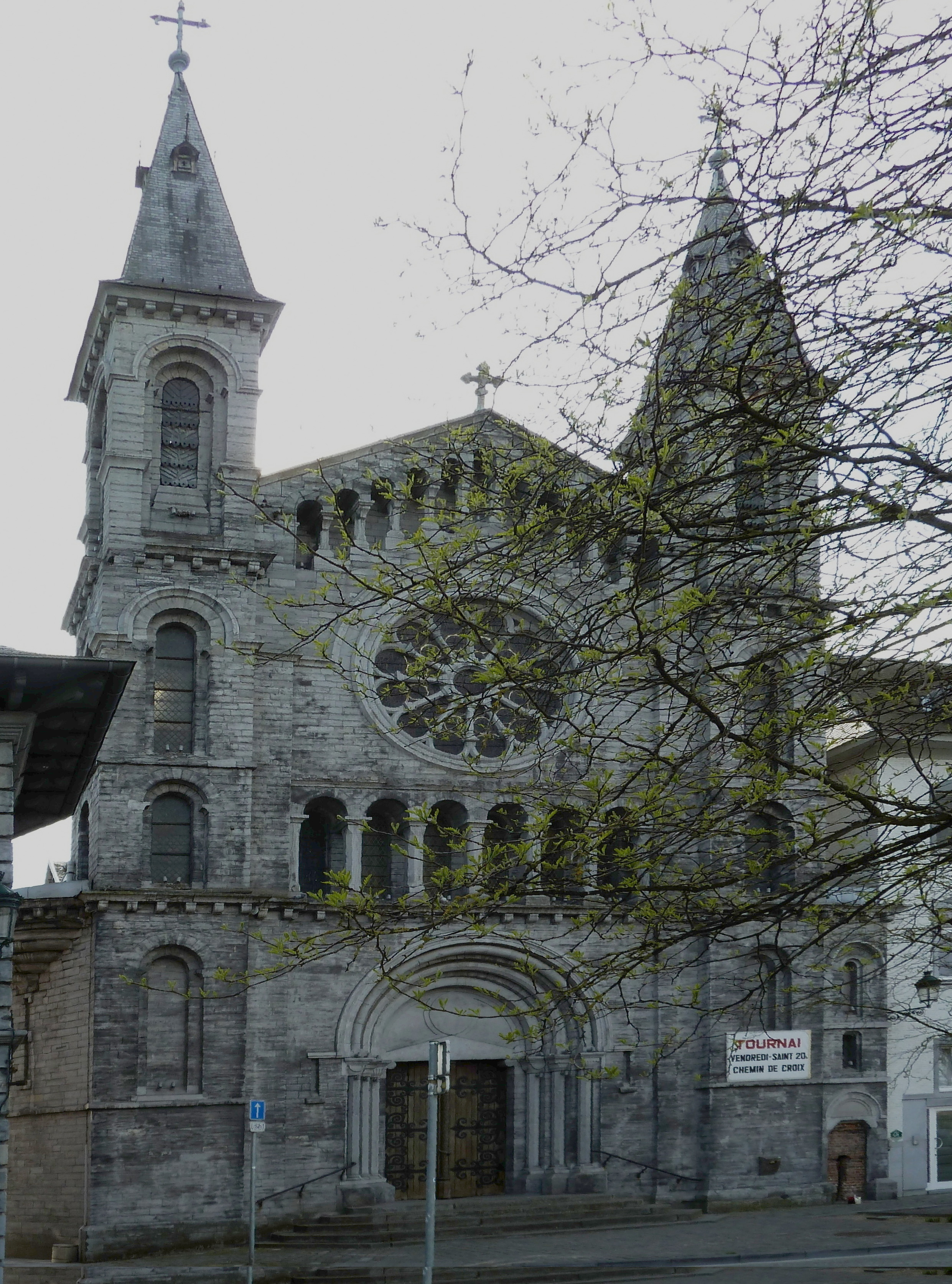
Cathédrale de Tournai.
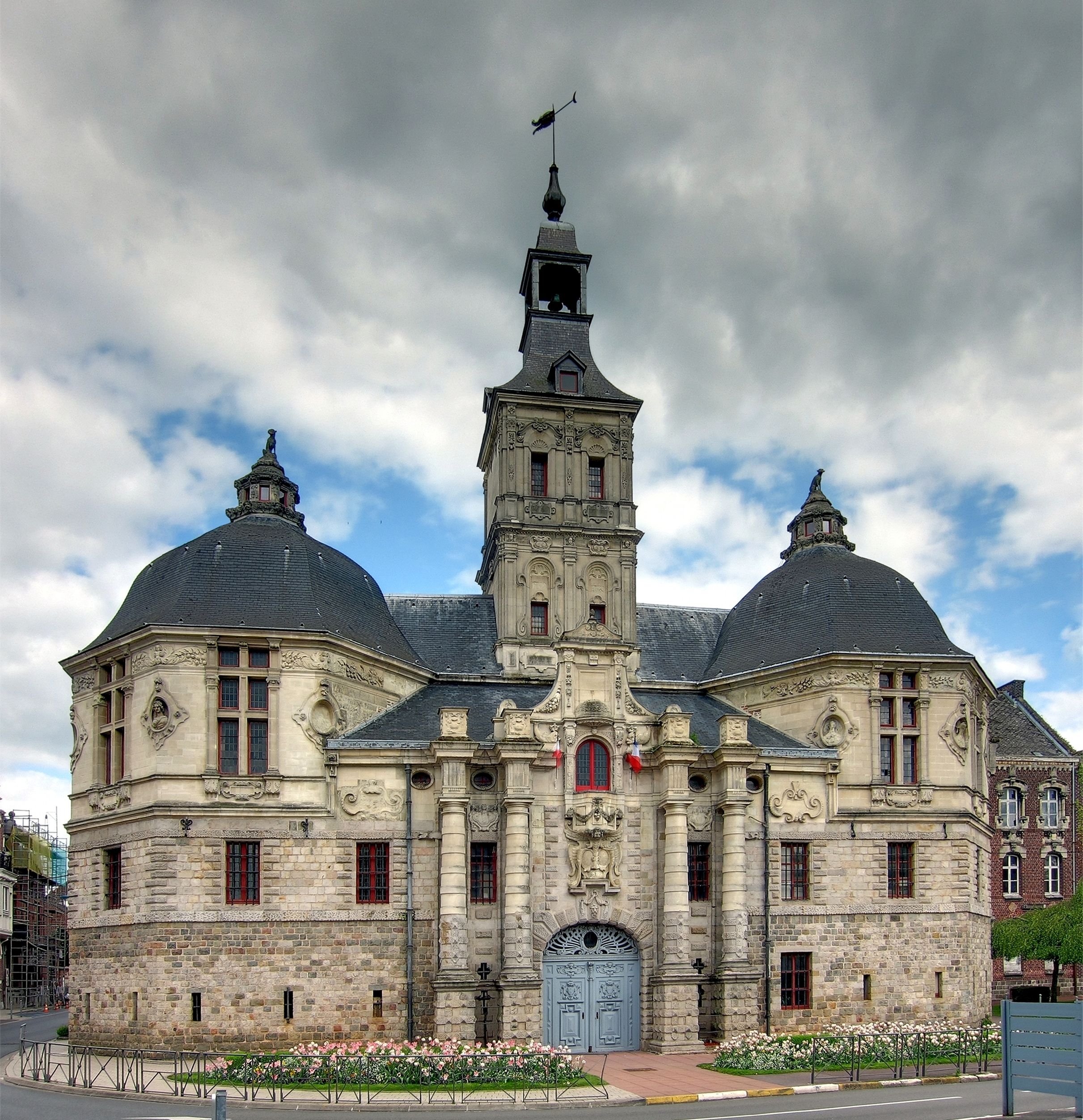
Saint-Amand-les-Eaux.

## Histoire

### Unpagus, puis une châtellenie du comté de Flandre

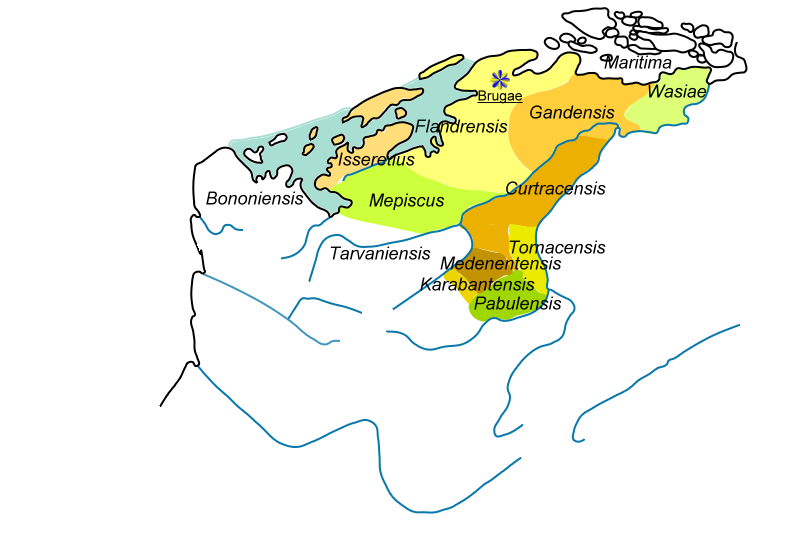
Pagi réunis pour former le marquisat de Flandre.

À l'origine, le Tournaisis est un pagus de la civitas des Ménapiens (pagus Tornacensis). Il était limité au nord par l'Espierres, à l'est par l'Escaut, au sud par l'Elnon et la Pévèle, à l'ouest par le Mélantois et le pagus Curtracensis.
À la suite de l'affaiblissement de Tournai dû à l'occupation germanique, le siège épiscopal de la ville avait été supprimé au VIe siècle et réuni à Noyon>.
En 853, on trouvait à la tête du pagus de Tournai un comte nommé Enguerrand, qui administrait également les pagi de Gand et de Courtrai. Ce comte fut disgracié par Charles le Chauve peu avant 866, date à laquelle le pagus de Tournai fut intégré au marquisat de Flandre. Il est cependant possible que le Tournaisis ait gardé ses comtes particuliers, subordonnés au marquisat. Les comtes furent remplacés par des châtelains sous Baudouin IV (988-1035).
La situation de la ville, dont un faubourg se trouvait sur la rive droite de l'Escaut, dans l'ancien Brabant devenu hennuyer, rendait aisée l'immixtion des comtes de Hainaut dans les affaires de la cité. Au lendemain de la prise de pouvoir de Robert le Frison en Flandre (1071), un neveu de l'évêque Rabod, Évrard dit Radoul, réussit à expulser le châtelain de Tournai, Géroul (descendant des anciens comtes), et celui de Mortagne, Hugues, probablement avec l'appui de Baudouin de Hainaut et de l'évêque. Robert dut finalement se résoudre à sanctionner cette usurpation. Le nouveau châtelain lui prêta hommage.
En 1146, Tournai recouvra son siège épiscopal, distinct de celui de Noyon. Avant de décréter cette séparation, le pape Eugène III avait demandé le consentement de Thierry d'Alsace. Les nouveaux évêques, quoique résidant désormais dans la cité, ne purent augmenter sensiblement leur puissance temporelle, qui jusqu'ici avait été tenue en échec par celle des comtes de Flandre.
Philippe d'Alsace, qui avait à cœur de maintenir cette situation, obtint, dans le courant de l'année 1186, que le châtelain Evrard III Radoul relevât de lui son château de Mortagne, dont les prédécesseurs d'Évrard avaient eu la possession depuis le temps de Robert le Frison. Mortagne en Ostrevent était pourtant rattaché au Hainaut ; mais il ne faut pas perdre de vue que cette place, située au confluent de la Scarpe et de l'Escaut, était pour le détenteur du Tournaisis un point stratégique d'importance capitale, et le comte de Flandre, brouillé avec son beau-frère, devait-il tolérer que le châtelain de Tournai pût éventuellement y introduire un adversaire ? Au surplus, Mortagne était un alleu dont le possesseur disposait librement.

### Séparation du pays et de la cité
Philippe Auguste manifesta de son côté ses visées annexionnistes par une mesure dont la portée était considérable, puisqu'elle ne tendait rien moins qu'à soumettre directement au roi le siège épiscopal dont relevait la plus grande partie de la Flandre. Il se rend à Tournai le 28 décembre 1187 et, par l'octroi d'une charte de commune, il soustrait la ville à l'autorité du comte. À cette époque, la cité même de Tournai avait été rattachée au bailliage de Vermandois.
Le châtelain Baudouin, fils d'Évrard III, fit hommage à Philippe Auguste pour le château de Mortagne, mais après la mort de Philippe d'Alsace, le traité de Vernon (1195) consacra la renonciation du roi à cette place. Dans la suite, le châtelain de Mortagne demeura l'un des plus fidèles vassaux des comtes de Flandre-Hainaut. Contrairement à la cité, le territoire de la châtellenie resta donc sous la suzeraineté du comte de Flandre.

### Annexion du pays par Philippe le Bel
Tournai, qui momentanément était tombée dans les mains de Gui de Dampierre, n'avait pas tardé à lui échapper, et Philippe le Bel, en saisissant la Flandre gallicante, pris aussi possession du Tournaisis.
Quant à la place de Mortagne, domaine du châtelain, Philippe le Bel en prononça l'annexion en 1314, après la mort de la châtelaine Marie de Mortagne, que déjà, en 1297, il avait obligée de relever de lui les droits qu'elles tenait auparavant du comte. Robert de Béthune protesta énergiquement et non sans raison contre ce nouvel abus de force.
Toutefois Philippe sentait lui-même qu'il n'était pas absolument maître de Tournai ; en 1297, il écrit aux habitants pour les prier de lui demeurer fidèles contre la Flandre, et jamais il n'a eu d'officier permanent dans la ville. Il ménagea donc autant que possible l'autonomie communale.
Philippe le Long, après diverses tentatives qui provoquèrent les réclamations des Tournaisiens, laissa la cité même de Tournai dans le bailliage du Vermandois, mais il réussit à placer le Tournaisis sous l'autorité du bailli de Lille-Douai-et-Tournaisis.
En 1332, Philippe VI profita d'un conflit pour affirmer son autorité. La fidélité dont les bourgeois avaient fait preuve pendant le siège de la place par Édouard III leur valut en 1340 la restitution de leurs privilèges.
Charles VI institua le bailliage du Tournaisis. Ce tribunal ressortissait en appel de Paris. Le bailliage de Tournaisis comprenait, outre le Tournaisis proprement dit, les terres de Mortagne et Saint-Amand.

### Intégration aux Pays-Bas
Après la conquête de Tournai par Charles Quint (1521-1522), Tournai fut théoriquement annexée à la Flandre, mais n'en dépendit vraiment que sur le plan judiciaire. Politiquement le territoire se révéla autonome au sein des Pays-Bas espagnols dont il constitua une province, avec ses propres états et des contributions spécifiques. Plus tard, après la guerre de 80 ans qui se termina par l'indépendance du nord des Pays-Bas, la région resta incluse dans les Pays-Bas du Sud retombés sous l'autorité espagnole avec, parfois sur les cartes, le nom de Belgica Regia. La persistance de l'opposition avec la couronne d'Espagne est masquée par les conflits avec les rois de France qui tendent à étendre leurs possessions vers le nord.
Finalement, en 1713, à la paix d'Utrecht, la terre de Saint-Amand fut conservée par la France, alors que le reste du Tournaisis (y compris les neuf villages qui dépendaient de Mortagne) resta dans la Belgique tombée sous la possession de la maison d'Autriche.
Au xviiie siècle, la justice du Tournaisis ressortissait au conseil provincial de Flandre.

### États belgiques unis
En 1789, le Tournaisis participe à la révolution commencée à Bruxelles et connue sous le nom de révolution brabançonne. Après la victoire contre les Autrichiens, l'indépendance des États belgiques unis ne peut se maintenir contre un retour de l'armée autrichienne.

### Occupation et annexion par la France
Les révolutionnaires français envahissent et occupent l'ensemble de la Belgique en 1792 et, le 23 mars 1793, le Tournaisis est incorporé au département de Jemmapes créé onze jours plus tôt dans l'optique jacobine de destruction des identités provinciales par modification des frontières intérieures.
Réoccupé par les Autrichiens le 2 avril 1793, le Tournaisis est une nouvelle fois conquis par les Français le 26 juin 1794 lors de la bataille de Fleurus. Le département de Jemmapes n'est toutefois restauré que le 30 août 1795 lors de l'annexion officielle de la Belgique par la France (le territoire étant considéré jusqu'à cette date comme pays conquis).

### XIXesiècle: Royaume des Pays-Bas et indépendance de la Belgique
Après la chute de Napoléon, les territoires de la Belgique furent unis à ceux des Provinces-Unies pour former le royaume des Pays-Bas. La prépondérance des Hollandais dans l'administration et dans l'armée du nouveau royaume, ainsi qu'une crise économique survenue en 1828 finirent par provoquer, en 1830, une révolution qui éclata à Bruxelles et qui finit par l'éviction des Hollandais après un an de conflit. La révolution belge, finalement acceptée par les grandes puissances, donna naissance à la Belgique constituée en royaume et comprenant le Tournaisis inclus dans la province de Hainaut.

### XXesiècle
En 1961, René Lefebvre proposa la création d'une nouvelle province afin de faciliter l'intégration de Mouscron et de Comines dans la Région wallonne après leur transfert depuis la Région flamande.
Aujourd'hui, le Tournaisis est le nom donné à la région entourant Tournai.

## Tournaisis français
Le Tournaisis français est un pays historique du nord de la France, correspondant à la partie du Tournaisis conservée par la France à la suite de la paix d'Utrecht (1713).
Il se distingue du Tournaisis belge qui correspond à la partie du Tournaisis recouvrée par les Pays-Bas méridionaux à la suite de la paix d'Utrecht et qui est aujourd'hui compris dans deux provinces belges : le Hainaut, en Région wallonne et la Flandre-Occidentale, en Région flamande.
Le Tournaisis français couvre la majeure partie de deux anciennes seigneuries : la ville et terre de Saint-Amand, d'une part, et la ville et terre de Mortagne, d'autre part.
La ville et terre de Saint-Amand était la seigneurie de l'abbaye de Saint-Amand. L'abbé y exerçait les droits de haute et de basse justice. Elle comprenait, outre la ville de Saint-Amand, Lecelles, Nivelle, Rosult, Rumegies, Saméon, Sars-et-Rosières et Thun, qui appartenaient à l'abbaye pour l'ensemble de leur territoire, ainsi que Bléharies et Maulde, qui n'étaient terre abbatiale que pour une partie de leur superficie.
La ville et terre de Mortagne comprenait, outre Mortagne, Bruille, Château-l'Abbaye, Flines-lès-Mortagne.
Les deux seigneuries ne relevaient pas initialement du Tournaisis. Mais, au XIVe siècle, elles furent comprises dans le ressort du bailliage de Tournai.
Par l'édit de Chambord du 16 octobre 1669, Louis XIV adjoint au Tournaisis quarante-deux villages de la châtellenie d'Ath : Roucourt ; Herquegies ; Maubray ; Grandmetz avec les seigneuries de Breuck et de Fermont ; Pipaix avec les seigneuries de Lignette et de Ghyssegnies ; la seigneurie d'Ogimont, dans Velaines ; les seigneuries de Petit-Quesnoy et de Seignurail dans Pottes ; Maulde avec ses enclavements de Fromenteau et de Mansart ; la seigneurie du Plouy à Obigies ; la seigneurie de Laudenbourg, dite Franche-Cense, près de Renaix ; Melles et la seigneurie de Bourgies ; celle de Petit-Heine dans Havinnes ; Hérinnes et Léaucourt ; le bourg d'Antoing ; Vaulx ; Fontenoi et Bourgeon ; Breuck à Forest ; et la seigneurie de la métropole de Cambrai à Kain.
Par un arrêt du Conseil d'État du 4 août 1754, Louis XV détache le Tournaisis français, la châtellenie de Bouchain et le Cambrésis du département de l'intendance de Flandre pour les rattacher à celui de l'intendance du Hainaut.
Par le traité signé à Bruxelles, le 18 novembre 1779, le roi Louis XVI et l'impératrice Marie-Thérèse mettent fin au différend frontalier.
Lors de la division du royaume en départements, le Tournaisis français est compris dans le département du Nord.

### Territoires du Hainaut ayant fait partie du Tournaisis français
Baugnies (1669-1678), Brasménil (1669-1723), Bury (1669-1678), Popuelles (1669-1678), Quartes (1669-1678), Roucourt (1686-1699), Thieulain (1669-1678), Thimougies (1669-1678), Tourpes (1669-1678), Velaines (1669-1697/1699/1779).

## Les comtes de Tournai
- Dotto (VIIe siècle)
- Hruoculfus (818)
- Enguerrand (853)
- Gerulfus (994)[32]